# Aigrette vineuse
Egretta vinaceigula
Espèce
Répartition géographique
- résident permanent
- non nicheur

Statut de conservation UICN

 VU C2a(ii) : Vulnérable
L'Aigrette vineuse (Egretta vinaceigula) est une espèce d'oiseaux de la famille des Ardéidés.

## Description
Cette espèce mesure 43 à 60 cm pour une masse de 340 g.

## Répartition
Cet oiseau peuple les zones humides et herbeuses du centre-sud de l'Afrique.

## Alimentation
L'Aigrette vineuse consomme essentiellement de petits poissons de 5 à 10 cm de long, et occasionnellement des libellules et des escargots.